# Słowianie panońscy
Słowianie panońscy – Słowianie zamieszkujący we wczesnym średniowieczu część Kotliny Panońskiej między Dunajem na północy a Drawą i Murą na południu. 
Wiedza o Słowianach zamieszkujących Panonię jest fragmentaryczna i funkcjonują różne hipotezy na ich temat. Według jednej z nich Słowianie przybyli na teren Panonii przed jej podbiciem przez Awarów, podczas gdy alternatywna hipoteza zakłada tzw. symbiozę awarsko-słowiańską i wspólne przybycie tych dwóch grup etnicznych. Poszczególni badacze reprezentują również stanowiska pośrednie.
Nie jest jasne, czy język panońskich Słowian czy też przez nich dialekty były jednolite, czy też silnie zróżnicowane. Ślady językowe wskazują, że w tym drugim przypadku można je wiązać z jednej strony z prajęzykiem czesko-słowackim, a z drugiej z prajęzykiem serbsko-chorwackim. Jeżeli były jednolite, to bardziej przekonujące są związki z prajęzykiem serbsko-chorwackim. Związki z językami łużyckimi i wschodniosłowianskimi są mało prawdopodobne, choć niewykluczone. Z kolei związki z prajęzykiem słoweńskim są jeszcze mniej prawdopodobne. Ślady tych języków zachowały się jedynie jako zapożyczenia w języku węgierskim}, choć niektórzy jako takie interpretują również nawiązujące do języków południowosłowiańskich cechy dialektu środkowosłowackiego. Język ten zanikł mniej więcej wiek po węgierskim podboju, choć istnieją przesłanki, że Słowianie nie zostali zupełnie wyparci, a przez jakiś czas żyli pod węgierskim panowaniem w stosunkowo dobrych relacjach, dzięki czemu możliwe było przenikanie elementów ich języka do języka węgierskiego.
Do końca VIII wieku Słowianie panońscy pozostawali pod władzą Awarów, później byli zależni od Franków. W latach 840–874 nad Balatonem istniało słowiańskie Księstwo Błatneńskie, w którym panowali kolejno: Pribina i jego syn Kocel. Na przełomie IX i X wieku Kotlinę Panońską zajęli Węgrzy (Madziarzy) i założyli w niej własne państwo. Słowianie panońscy zostali do końca średniowiecza w znacznej mierze zmadziaryzowani poza mieszkańcami Porabja, Prekmurja i Međimurja.